# Just Dance (відеогра)
Just Dance — музична відеогра, розроблена і видана Ubisoft для Wii. Реліз відбувся 17 листопада 2009 року в Північній Америці, 26 листопада в Австралії, і 27 листопада в Європі.

## Ігровий процес
Гра схожа на Dance Dance Revolution, в якій танцюристи повторюють рухи з екрану, щоб заробити очки, але метод ігрового процесу дуже відрізняється. Під час гри Dance Dance Revolution, переміщується по екрану послідовність стрілок, яка відповідає музичному ритму виконуваної пісні. Танцюристи повинні натискати ногами в такт музиці відповідні панелі в той момент, коли стрілки збігаються з напівпрозорим трафаретом, розташованим зазвичай у верхній частині екрана. Гра відбувається на танцювальному килимку (додатковий контролер Wii) з чотирма кнопками: «вгору», «вниз», «ліворуч» і «праворуч». У Just Dance гравці використовують тільки стандартний Wii Remote і намагаються наслідувати всім рухам танцюриста на екрані. Гравці отримують очки залежно від того, які рухи вони виконують і як добре.